# Marina militare ucraina
La Vijs'kovo-mors'ki syly (VMS) (in alfabeto cirillico ucraino: Військово-морські сили, ВМС) è la forza armata dell'Ucraina con compiti di marina militare. Diffusa è anche la denominazione in inglese di Ukrainian Navy.

## Storia
La marina ucraina è nata nel 1992 subito dopo la caduta dell’Unione Sovietica, quando una nave pattuglia, la SKR-112, alzò la bandiera ucraina suscitando la reazione del quartier generale della flotta russa per ammutinamento, con conseguente caccia alla nave "ribelle". Dopo poco altre unità hanno seguito il suo esempio. 
Nel 1997 con il Trattato sullo status della flotta del Mar Nero Ucraina e Russia si sono accordate per la spartizione della flotta del Mar Nero ex-sovietica. La Marina ucraina si ritrovò così con 44 navi da guerra e 80 navi ausiliarie.
Nel febbraio 2013 è stato annunciato che la più moderna nave ucraina, la fregata Hetman Sahajdačnyj, avrebbe preso parte all'operazione NATO "Ocean Shield", una campagna antipirateria al largo del Corno d'Africa.
La flotta fino al 2014 era di stanza alla base navale di Sebastopoli, ma dopo l'invasione russa della Crimea è stata trasferita al porto di Odessa.

## La flotta

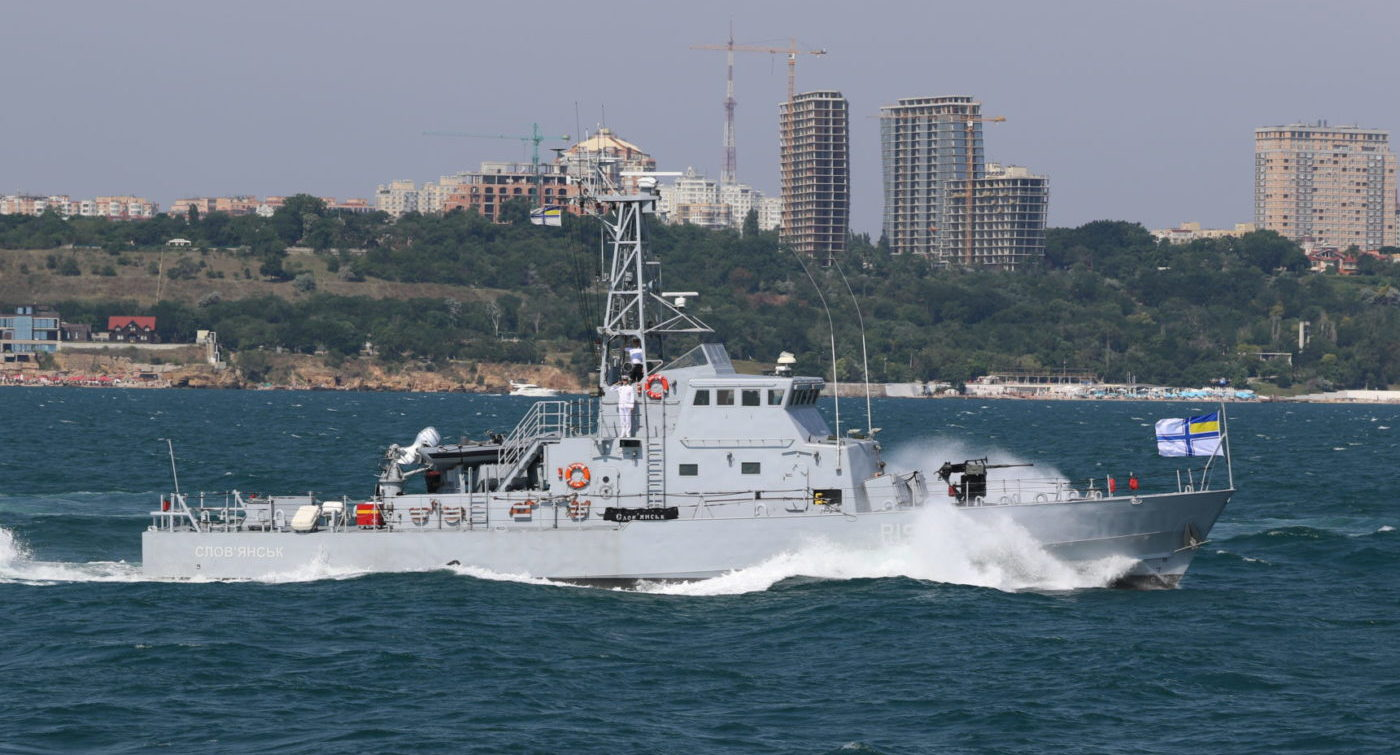
Slov"jans'k P190

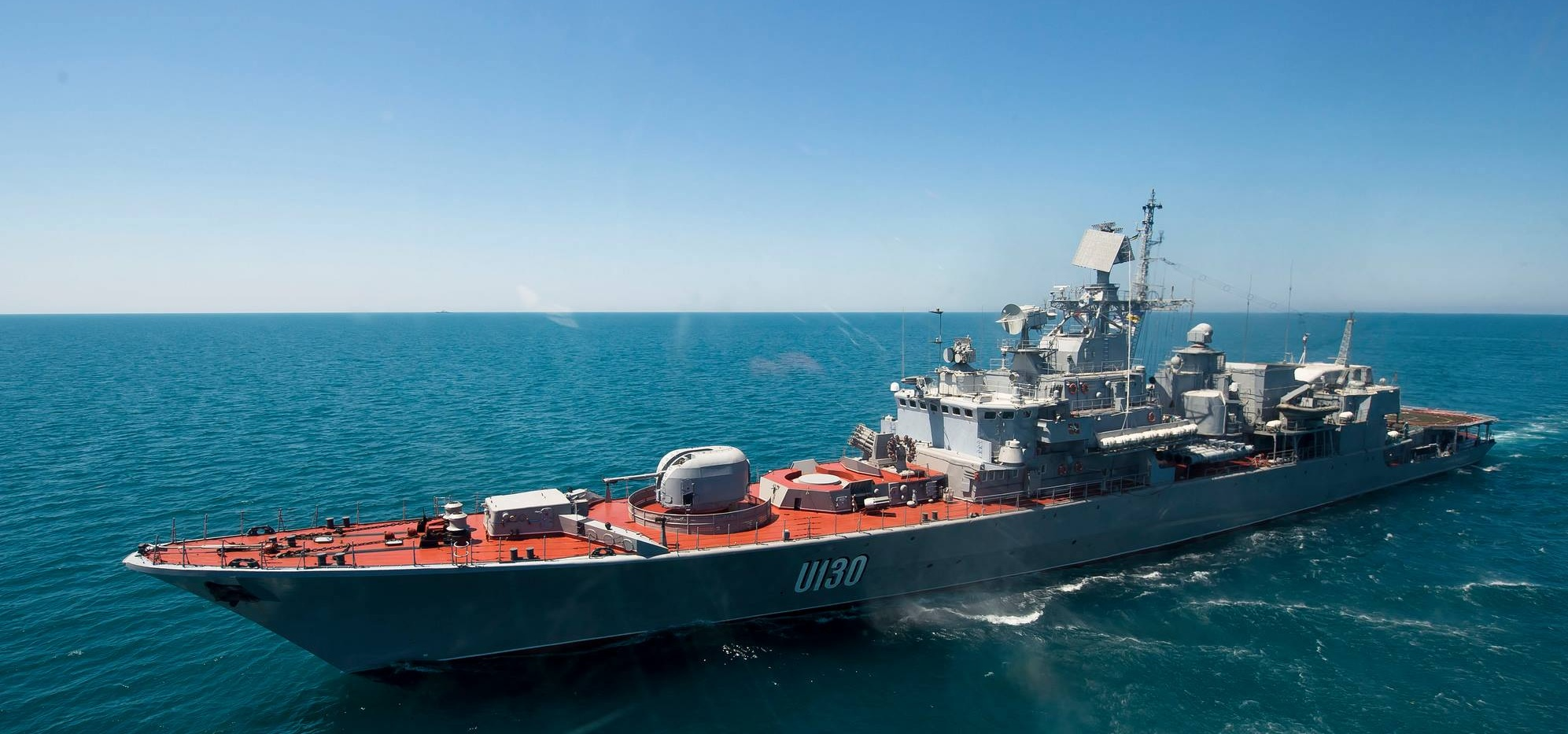
Het'man Sahajdačnyj U130

Secondo il comandante della marina, vice ammiraglio Jurij Ilin, all'inizio del 2013 la flotta aveva 11 navi da guerra completamente operative per compiti complessi, e 10 mezzi aerei e 31 navi rifornimento in condizioni operative.
La flotta nel 2008-09 consisteva di:
| - 1 fregata classe Krivak III, Het'man Sahajdačnyj (U130) autoaffondata nel porto di Mikolaïv il 1º marzo 2022 - 3 corvette classe Grisha, U209 Ternopil', U205 Luc'k, U206 Vinnicja - 2 corvette classe Tarantul II - 2 corvette classe Pauk, U208 Khmelnytskyi - 2 pattugliatore classe Island - 1 nave da sbarco classe Ropucha, la U402 Konstantyn Olšans'kyj - 1 nave da sbarco classe Polnocny-C, la U401 Kirovohrad - 2 dragamine classe Natya I, U310 Černihiv e U311 Čerkasy - 2 dragamine classe Sonya, U330 Melitopol' e U331 Mariupol' - 1 vedetta lanciamissili classe Matka - 1 pattugliatore classe Žuk - 1 battello classe Foxtrot: Zaporižžja (U-01) (questa unità si è poi autoconsegnata alla Flotta Russa del Mar Nero il 22 marzo 2014 a seguito dell'occupazione russa della Crimea). - Oltre 20 navi di supporto, comprese: - 2 petroliere classe Toplivo - 1 nave idrografica - 1 piccola nave AGI classe Moma - 1 nave da sorveglianza costiera classe Muna - 1 nave comando classe Bambuk |

Altre navi:
Non terminato –non immesso in servizio:
- 1 incrociatore classe Slava (destino incerto)

### Difesa costiera
La difesa costiera, come ai tempi dell'Unione Sovietica, dovrebbe essere assicurata dal sistema Utes dotato di missili antinave R-360 Neptun.

### Fanteria di marina
La Marina ucraina aveva un proprio corpo di fanteria di marina, denominato Mors'ka pichota Ukraïny. Nel 2023 il corpo è diventato un ramo indipendente delle forze armate ucraine.

### Aviazione di marina
L'Aviazione navale ucraina, della consistenza di una brigata, conta su una quindicina di mezzi, sia ad ala fissa sia rotante.

### Forze speciali
La Marina ucraina possiede alcune unità di forze speciali, in particolare dedicate all'intelligence, a cui si aggiunge l'801º Distaccamento autonomo per il combattimento di forze e mezzi di sabotaggio subacquei (in ucraino 801-й окремий загін боротьби з підводними диверсійними силами та засобами?, 801-j okremyj zahin borot'by z pidvodnymy dyversijnymy sylamy ta zasobamy, unità militare A1420).
Nell'agosto 2023 è stata costituita un'unità specializzata nell'impiego di droni navali, la 385ª Brigata sistemi marini senza pilota per operazioni speciali (in ucraino 385-та окрема бригада морських безпілотних комплексів спеціального призначення?, 385-ta okrema bryhada mors'kych bezpilotnych kompleksiv special'noho pryznačennja).

## Gradi della Marina Ucraina

### Ufficiali
| Gradi           | Ufficiali generali        | Ufficiali generali          | Ufficiali generali | Ufficiali generali              | Ufficiali superiori               | Ufficiali superiori                 | Ufficiali superiori                 | Ufficiali inferiori                 | Ufficiali inferiori | Ufficiali inferiori                 | Ufficiali inferiori |
| --------------- | ------------------------- | --------------------------- | ------------------ | ------------------------------- | --------------------------------- | ----------------------------------- | ----------------------------------- | ----------------------------------- | ------------------- | ----------------------------------- | ------------------- |
| Ucraina         |                           |                             |                    |                                 |                                   |                                     |                                     |                                     |                     |                                     |                     |
| Адмірал Admiral | Віце-адмірал Vice-admiral | Контр-адмірал kontr-admiral | Коммодор Commodor  | Капітан I рангу Каpitan I ranhu | Капітан II рангу Каpitan II ranhu | Капітан III рангу Каpitan III ranhu | Капітан-лейтенант kapitan-lejtenant | Старший лейтенант Staršyj lejtenant | Лейтенант Lejtenant | Младший лейтенант Mládšij lejtenant |                     |

Fanteria di marina e Aviazione navale
| Gradi           | Ufficiali di bandiera               | Ufficiali di bandiera       | Ufficiali di bandiera               | Ufficiali di bandiera | Ufficiali superiori       | Ufficiali superiori | Ufficiali superiori | Ufficiali inferiori                 | Ufficiali inferiori | Ufficiali inferiori                 | Ufficiali inferiori |
| --------------- | ----------------------------------- | --------------------------- | ----------------------------------- | --------------------- | ------------------------- | ------------------- | ------------------- | ----------------------------------- | ------------------- | ----------------------------------- | ------------------- |
| Ucraina         |                                     |                             |                                     |                       |                           |                     |                     |                                     |                     |                                     |                     |
| Генерал Heneral | Генерал-лейтенант Heneral-lejtenant | Генерал-майор Heneral-major | Бригадний генерал Bryhadnyj heneral | Полковник Polkovnyk   | Підполковник Pidpolkovnyk | Майор Major         | Капітан Kapitan     | Старший лейтенант Staršyj lejtenant | Лейтенант Lejtenant | Младший лейтенант Mladšyj lejtenant |                     |

Equivalente della Marina Militare Italiana
- Адмірал (Admiral) - Ammiraglio/ammiraglio di squadra con incarichi speciali
- Віце-адмірал (Vice-admiral) - Ammiraglio di squadra
- Контр-адмірал (kontr-admiral)- Contrammiraglio/ammiraglio di divisione
- Коммодор (Commodor) - Non equivalente/contrammiraglio (commodoro)
- Капітан I рангу (Kapitan I ranhu) - Capitano di vascello
- Капітан II рангу (Kapitan II ranhu) - Capitano di fregata
- Капітан III рангу (Kapitan III ranhu) - Capitano di corvetta
- Капітан-лейтенант (kapitan-lejtenant) - Tenente di vascello
- Старший лейтенант (Staršyj lejtenant) - Sottotenente di vascello
- Лейтенант (Lejtenant) - Guardiamarina
- Младший лейтенант (Mladšyj lejtenant) - Aspirante guardiamarina

### Sottufficiali e comuni
| Gradi                                               | Sottufficiali                                     | Sottufficiali                     | Sottufficiali               | Sottufficiali                                               | Sottufficiali                       | Sottufficiali                       | graduati                            | graduati                      | Comuni        | Comuni |
| --------------------------------------------------- | ------------------------------------------------- | --------------------------------- | --------------------------- | ----------------------------------------------------------- | ----------------------------------- | ----------------------------------- | ----------------------------------- | ----------------------------- | ------------- | ------ |
| Ucraina                                             |                                                   |                                   |                             |                                                             |                                     |                                     |                                     |                               |               |        |
| Головний майстер-старшина Holovnyj majster-staršyna | Старший майстер-старшина Stáršyj majster-staršyna | Майстер-старшина Majster-staršina | Штаб-старшина Štab-staršyna | Головний корабельний старшина Holovnyj korabel'nyj staršyna | Головний старшина Holovnyj staršyna | Старшина 1 статті Staršyna 1 statti | Старшина 2 статті Staršyna 2 statti | Старший матрос Staršyj matros | Mатрос Matros |        |

Fanteria di marina e Aviazione navale
| Gradi                                             | Sottufficiali                                   | Sottufficiali                   | Sottufficiali            | Sottufficiali                     | Sottufficiali                   | Sottufficiali   | graduati                         | graduati                      | Comuni        | Comuni |
| ------------------------------------------------- | ----------------------------------------------- | ------------------------------- | ------------------------ | --------------------------------- | ------------------------------- | --------------- | -------------------------------- | ----------------------------- | ------------- | ------ |
| Ucraina                                           |                                                 |                                 |                          |                                   |                                 |                 |                                  |                               |               |        |
| Головний майстер-сержант Holovnij majster-seržant | Старший майстер-сержант Staršyj majster-seržant | Майстер-сержант Majster-seržant | Штаб-сержан Štab-seržant | Головний сержант Holovnij-seržant | Старший сержант Staršyj seržant | Сержант Seržánt | Молодший сержант Mladšyj seržant | Старший солдат Staršyj soldat | Солдат Soldat |        |

Equivalente della Marina Militare Italiana
- Головний майстер-старшина (Holovnyj majster-staršyna)/Головний майстер-сержант (Holovnij majster-seržant) - primo maresciallo
- Старший майстер-старшина (Staršyj majster-staršyna)/Старший майстер-сержант (Staršyj majster-seržant) - Capo di prima classe
- Майстер-старшина (Majster-staršyna)/ Майстер-сержант (Majster-seržant) - Capo di seconda classe
- Штаб-старшина (Štab-staršyna)/Штаб-сержант (Štab seržant) - Capo di terza classe
- Головний корабельний старшина (Holovnyj korabel'nyj staršyna)/Головний сержант (Holovnij-seržant) - Secondo capo scelto
- Головний старшина (Holovnyj staršyna)/Старший сержант (Stáršij seržant) - Secondo capo
- Старшина 1 статті (Staršyna 1 statti)/Сержант (Seržánt - Sergente)
- Старшина 2 статті (Staršyna 2 statti)/Молодший сержант (Mladšyj seržant) - sottocapo
- Старший матрос (Staršyj matros)/Старший солдат (Staršyj soldat) - Comune di prima classe
- Mатрос (Matros)/Солдат (Soldat) - Comune di seconda classe